# Manoir de Käravete
Le manoir de Käravete (estonien : Käravete mõis), anciennement manoir de Kerrafer (allemand : Gutshaus Kerrafer) est un manoir néoclassique d’Estonie (de la région de Järva), situé dans le village de Käravete, autrefois à Kerrafer dans la paroisse (Kirchspiel) d’Ampel dépendant du district de Jerwen.

## Historique

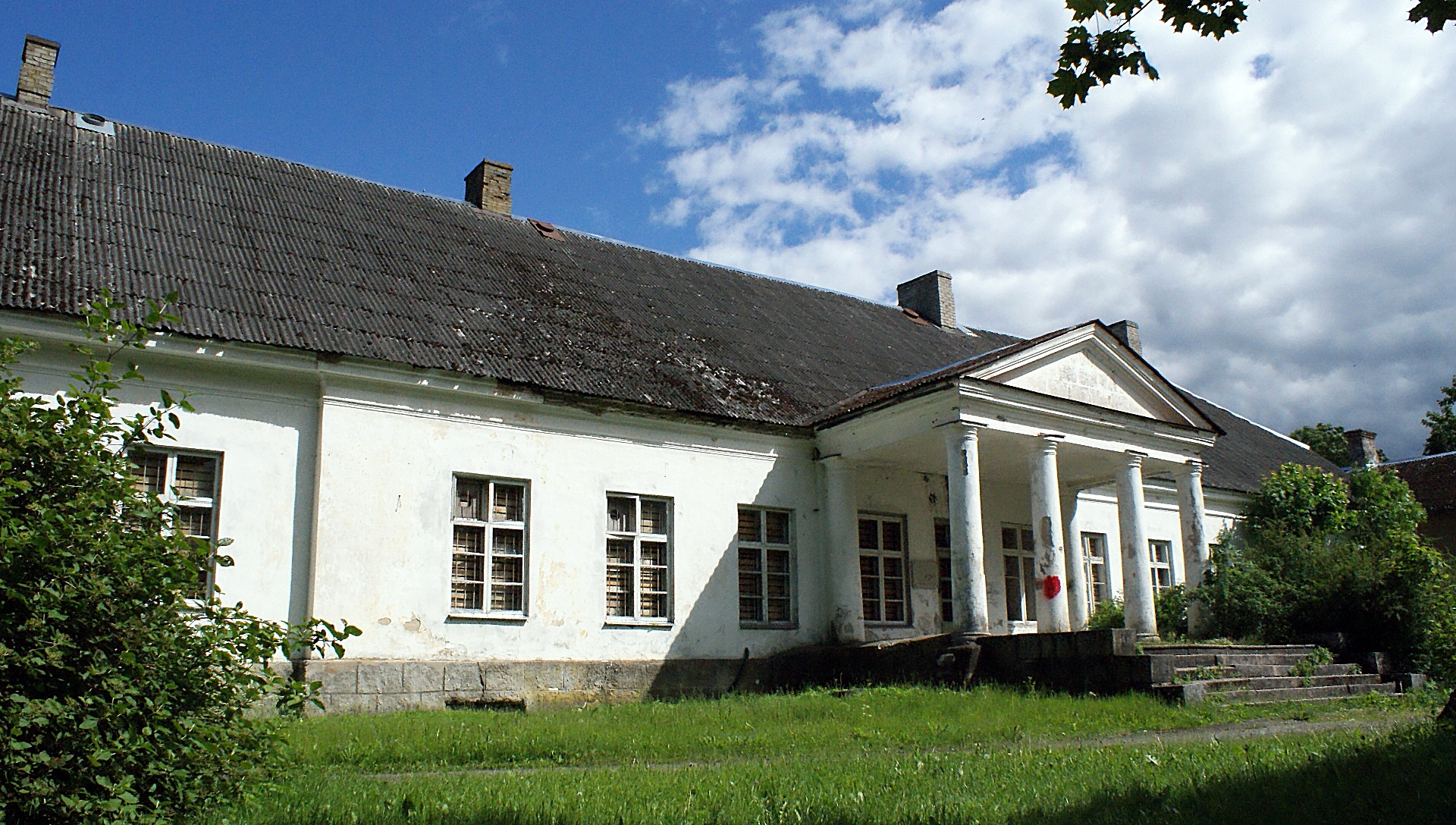
Façade donnant sur le parc

Le domaine a été formé au XVIIe siècle à l’époque de la domination suédoise et a d’abord appartenu à Gerdt Mundus en 1612. Il se trouvait non loin du territoire du château de Weissenstein fondé par les chevaliers Porte-Glaive, sur la route menant de Narva à Nöteborg. Il devient propriété du seigneur Nils Baggel à la fin du XVIIe siècle.
Le manoir actuel est construit en 1707 et restauré en style néoclassique en 1876. Il appartient à Robert Archibald von Douglas entre 1799 et 1807 et devient la propriété du baron Gustav Diedrich von Rehbinder en 1818. Il reste dans cette famille jusqu’en 1873, lorsqu’il passe à Friedrich Wilhelm von Wrangel, puis en 1885 au baron Eduard von Dehn (1828-1894). Ses descendants vendent le domaine en 1913 pour 222 000 roubles au baron Alexander von Staal, dont les descendants en sont expulsés par les lois de nationalisation de 1919, après l’indépendance de l’Estonie. Il devient alors une maison de la culture avec un cinéma. Il a été privatisé en juillet 2002, pour 450 000 couronnes.

## Source
- (et) Cet article est partiellement ou en totalité issu de l’article de Wikipédia en estonien intitulé « Käravete mõis » (voir la liste des auteurs).